# 姚长青
姚长青（？—？），蒙古名哈斯巴根，卓索图盟喀喇沁右翼旗（今内蒙古自治区喀喇沁旗）人。中华民国大陆时期内蒙古政治人物。

## 生平
姚长青毕业于黄埔军校。曾在百灵庙蒙古地方自治政务委员会保安处任职。1945年日本投降后，担任第12战区蒙古干部教导队少将大队长、蒙古青年励志社副社长、察锡乌联防司令部参谋长等职。中华人民共和国成立后，姚长青在内蒙古医学院中医系图书馆任职。